# Schulgebäude

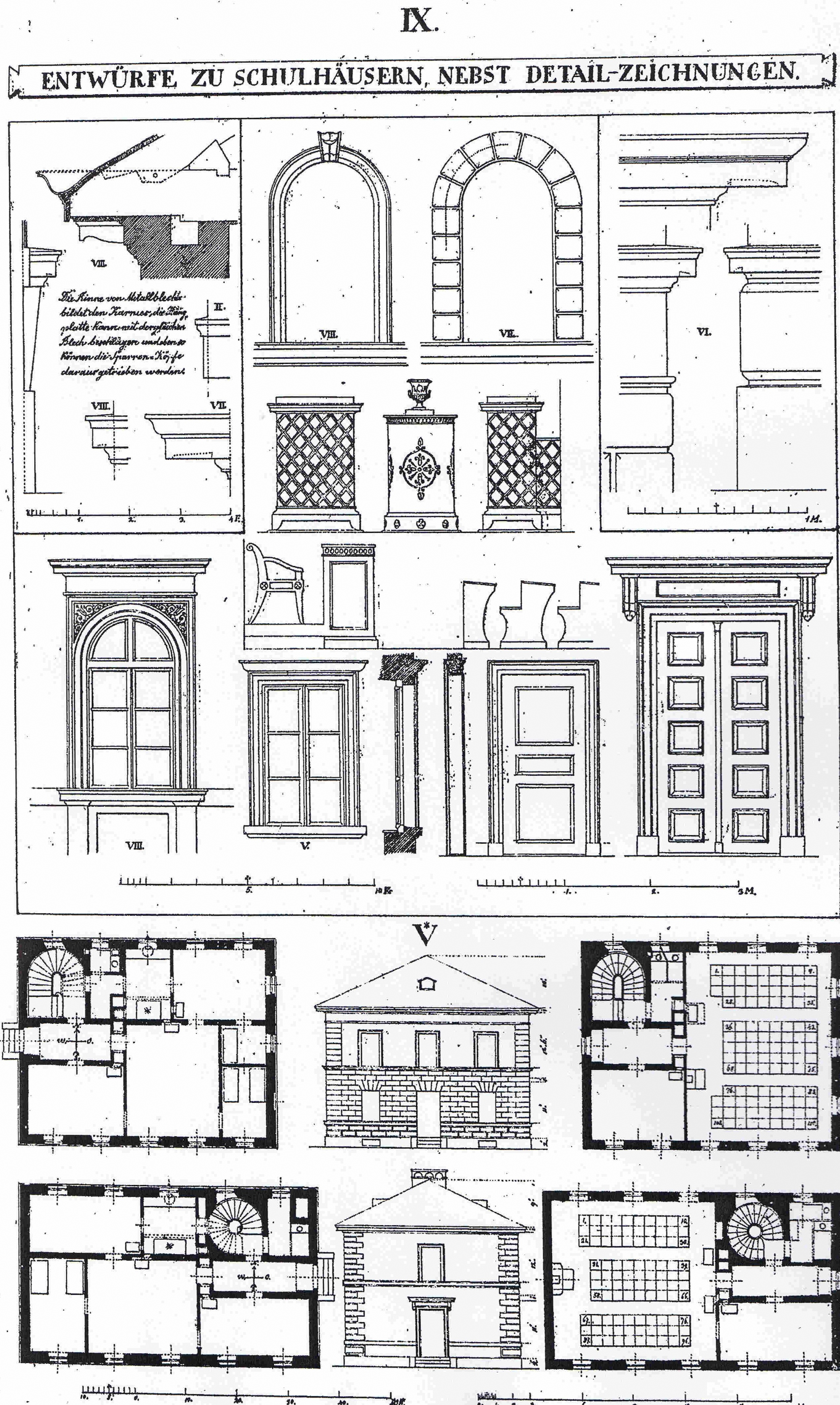
Musterblatt für Schulgebäude (Gustav Vorherr, 1821), diente der flächendeckenden Einführung von Baustandards in Bayern.

Als Schulgebäude wird ein Gebäude bezeichnet, das als Schule genutzt wird, insbesondere für den Unterricht. Historisch und im engeren Sinne ist das Schulhaus gemeint, also ein einzelnstehendes Gebäude, in dem primär die Klassenräume untergebracht sind. Im weiteren und heutigen Sinne umfassen Schulgebäude alle weiteren Gebäude und Räume, die von einer Schule genutzt werden, also zum Beispiel Turnhallen, Mensa, Pausenräume und Fachgebäude. Zur Schularchitektur gehören neben den Schulgebäuden auch gestaltete Außenanlagen wie Sportplätze und Pausenhöfe. Schulgebäude werden vom Schulträger unterhalten. Bei staatlichen Schulen kann das eine Gemeinde oder ein Landkreis sein. Bei Privatschulen ist es ein privater oder kirchlicher Träger.

## Räume
- Klassenzimmer
- Mensa
- Toiletten/Sanitäranlagen
- Fachräume, etwa für den Physik- oder Chemieunterricht (Kabinette, siehe auch Lehrerraumsystem)
- Sporthalle, Umkleiden
- Aula für Versammlungen und Aufführungen
- Pausenhalle, zum Aufenthalt der Schüler und Schülerinnen während der Pause bei schlechtem Wetter, mitunter nur ein überdachter Bereich auf dem Schulhof
- Lehrerzimmer/Konferenzzimmer
- Hausmeisterwohnung, früher oftmals auch Lehrerwohnung

## Anordnung und Erschließung

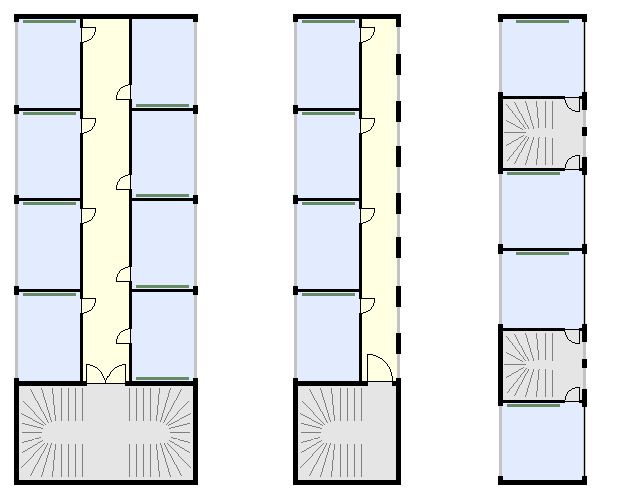
Schul-Bauformen: Kasernen-Typ, Gangtyp und Schustertyp
Klassenräume
Treppenhäuser
Flure

Schulgebäude lassen sich hinsichtlich der Anordnung und Erschließung der Klassenräume nach Bauform unterscheiden:
- Zentralkorridor-Schule, abwertend auch Kasernentyp genannt, mehrstöckige Bauform, bei der die Klassenräume linear beidseitig eines Ganges angeordnet sind
- Gangtyp, mehrstöckige Bauform, bei der die Klassenräume linear einseitig entlang eines Ganges angeordnet sind
- Pavillonschule mit niedrigen, dezentralen Flachbauten, die durch Laubengänge verbunden sind. Der typische Klassenraumtrakt einer Pavillonschule ist eingeschossig
- Schustertyp, mehrstöckige Bauform, bei der typischerweise je zwei Klassenräume pro Geschoss durch eine mittig angeordnete Treppe erschlossen werden, wobei jegliche Flure entfallen
- Atriumtyp, auch Hallentyp genannt, bei der die Klassenräume durch eine zentrale Halle ringförmig erschlossen werden

## Architektur

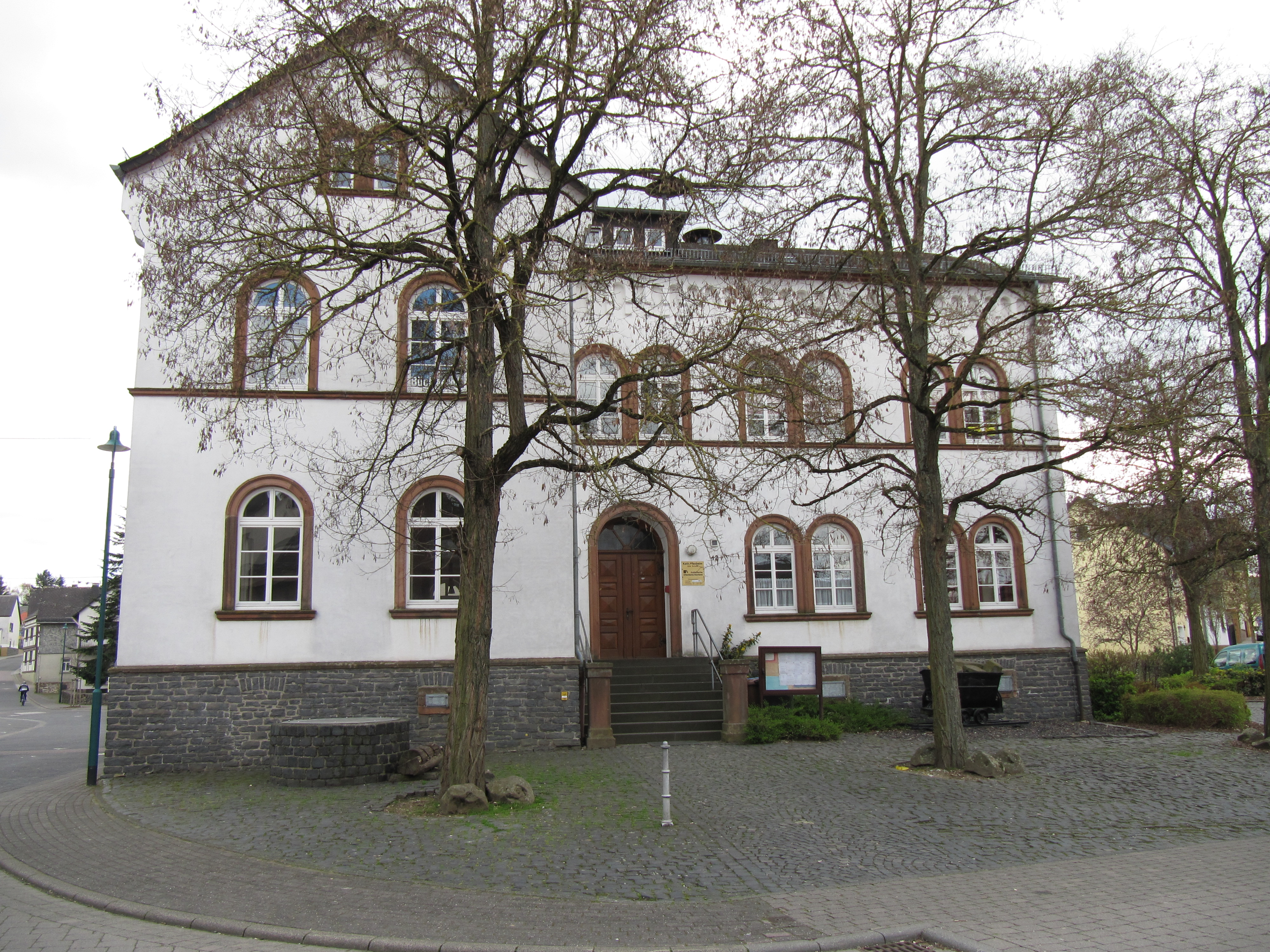
Schulgebäude (Baujahr 1873) im mittelhessischen Obertiefenbach

Die besondere Herausforderung beim Entwurf von Schulgebäuden liegt in der gemeinsamen Betrachtung von pädagogischen, funktionalen, ästhetischen und ökonomischen Überlegungen.
Die traditionelle Schularchitektur in Städten war oft streng gegliedert, massiv und repräsentativ angelegt. Der mit der damaligen autoritären Pädagogik verbundene „Kasernentyp“ ist bis heute zahlreich vorhanden. Auch die Geschlechtertrennung machte sich architektonisch bemerkbar („Doppelschulen“).
Alternativen wurden insbesondere ab der Zeit der Reformpädagogik zu Anfang des 20. Jahrhunderts entwickelt. Zu den bekannteren gehören die Waldorfschulen, Montessorischulen, die Landerziehungsheime usw.
In Bayern wurden „mit Einführung der Allgemeinen Schulpflicht ab 1. Januar 1803 zahlreiche Neubauten an Schulgebäuden nötig. Der oberste Architekt des Landes, Gustav Vorherr, legte Musterblätter vor, die je nach Bedarf, Größe der Gemeinde und finanziellen Mitteln gestaffelt waren.“ Durch die Ausrichtung nach Süden wurde für Helligkeit in den Klassenräumen und der darüber liegenden Lehrerwohnung gesorgt.
Den hohen Anspruch an die neuen Schulgebäude im Königreich Bayern zu Beginn des 19. Jahrhunderts gibt folgender Text wieder:

„Schulen sind Lichtpunkte eines Landes; Schulgebäude ehrwürdige Bildungsorte der aufblühenden Generation. Deshalb sollen sie ihrem Zwecke gemäß unter den übrigen Wohnungen einer Gemeinde in Hinsicht auf Lage, Umgebung, Bau, Einrichtung sich auszeichnen. Denn die Stätte, wo wir zuerst gewisse Lehren faßten, äußert auf die Stimmung, mit der wir sie aufnahmen, und wieder den Werth, welchen sie für uns hatten, eben sowohl einen bedeutenden Einfluß, als auf die körperliche Gesundheit, und es kommt daher viel darauf an, ob diese Schulgebäude geräumige, helle und reinliche Häuser, oder kleine, dunkle, schmutzige Hütten sind, worin die Jugend in ihrer ersten Blüthe die schönsten Lebensjahre zubringen soll.“

Um Heranwachsenden in die Geheimnisse des Obst- und Gemüseanbaues einzuführen, gab es vereinzelt auch Schulgärten.

## Typenschulen
Siehe hierzu auch Typenschulbau der DDR und Kreuzbau in Hamburg.

## Geschichte
Schulhäuser waren gemäß Anordnungen zur Brandverhütung des 18. Jahrhunderts im Kurfürstentum Trier und weiterer Kurfürstentümer des Heiligen Römischen Reiches auch Aufbewahrungsorte für die von den Gemeinden anzuschaffenden Geräte zur Brandbekämpfung (z. B. Brandeimer).
Insbesondere in den Wiederaufbaujahren nach dem Zweiten Weltkrieg wurden Typenbauten zur schnellen Errichtung von Schulen entworfen, die häufig aus Betonfertigteilen zusammengesetzt wurden.